# Aporocidaris milleri
Aporocidaris milleri is een zee-egel uit de familie Ctenocidaridae.
De wetenschappelijke naam van de soort werd in 1898 gepubliceerd door Alexander Agassiz.